# Storia di Bivona

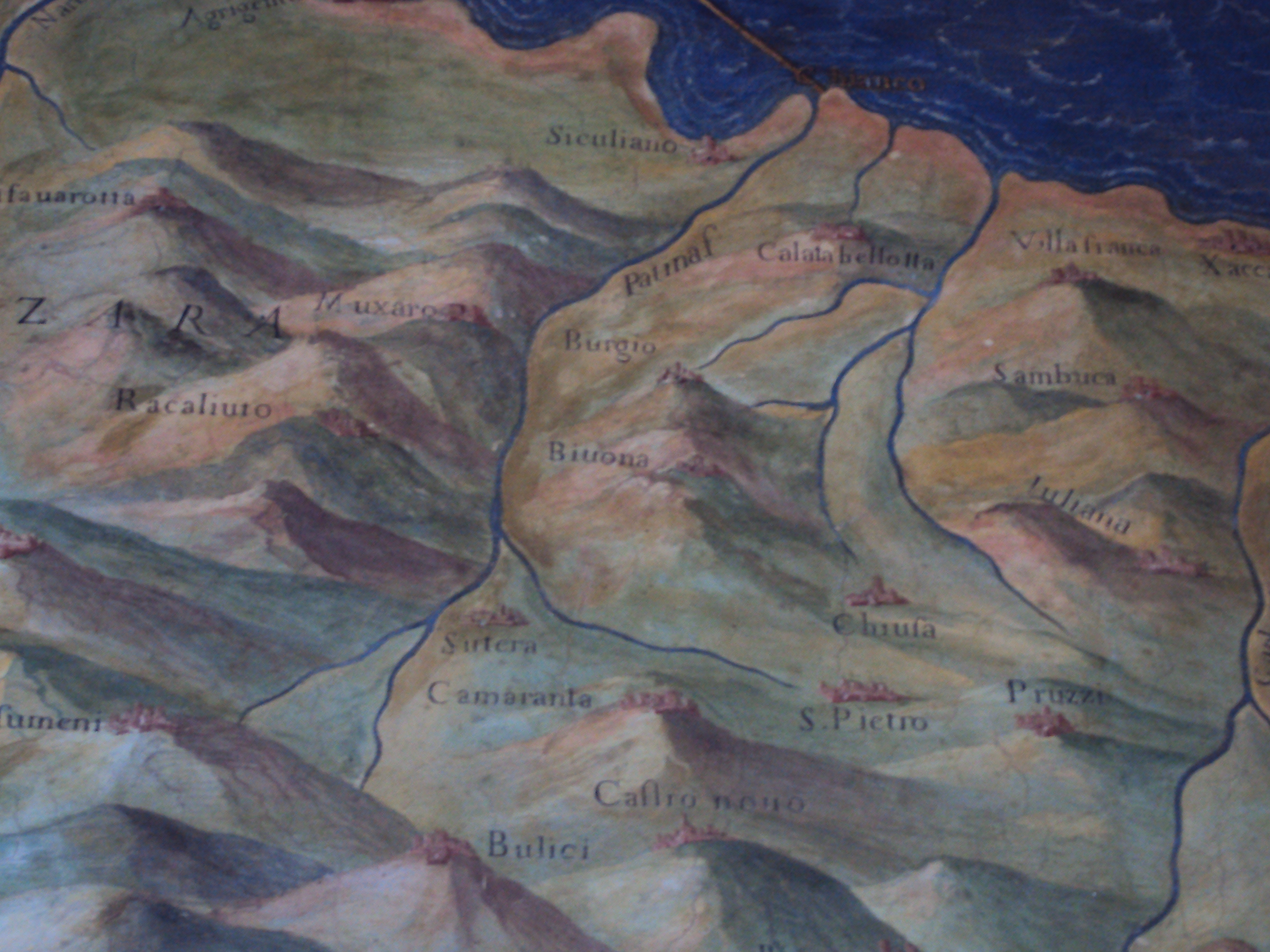
Bivona riportata nella mappa della Sicilia presente nella galleria delle carte geografiche ai Musei Vaticani

La storia di Bivona, comune italiano della provincia di Agrigento in Sicilia, inizia con la comparsa dei primi insediamenti umani nel territorio comunale risalenti all'età del rame. Nell'area bivonese sono documentati, inoltre, insediamenti di epoca greca, romana tardoantica e medievale. Il centro abitato di Bivona, seppur talvolta ritenuto di origine islamica, è documentato a partire dal 1160: dapprima semplice casale, poi signoria, fu uno dei principali centri feudali del Vallo di Mazara.
Nel 1554 l'imperatore Carlo V elevò Bivona, prima tra le città siciliane, al rango di ducato, attribuendole il titolo di città; fino al 1812, pertanto, la cittadina fu amministrata da nobili famiglie spagnole (De Luna d'Aragona, Moncada, Alvarez de Toledo), che, tuttavia, ne causarono un declino sociale ed economico.
In seguito all'abolizione del feudalesimo, Bivona divenne capoluogo di distretto borbonico; nel 1860, entrata a far parte del regno dei Savoia, Bivona ricoprì il ruolo di capoluogo dell'omonimo circondario della provincia di Girgenti.

## Età preistorica

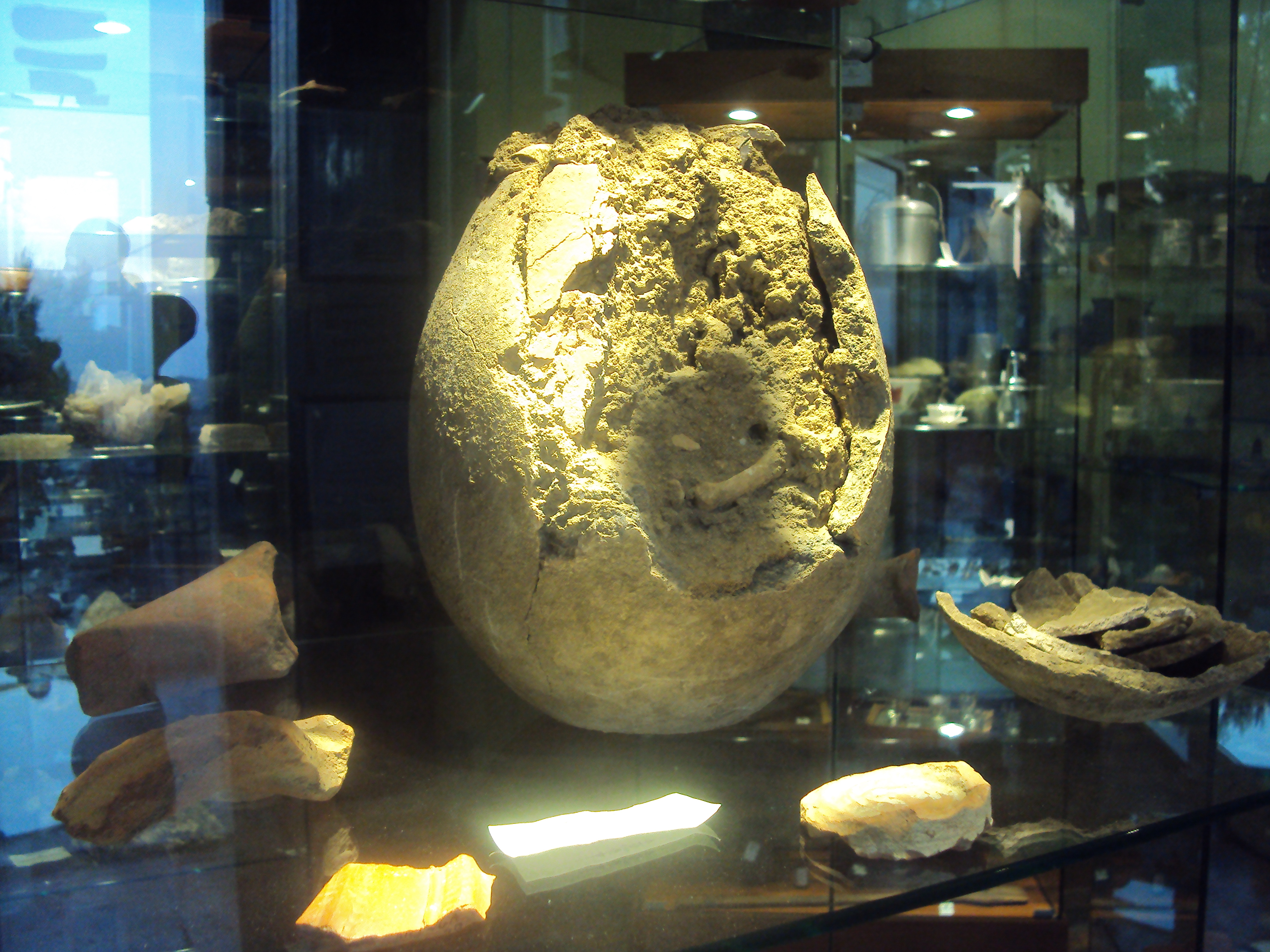
Sepoltura a enchytrismòs proveniente dalla necropoli Millaga ed esposta nel museo civico di Cianciana.

Vari ritrovamenti archeologici hanno confermato la presenza umana nel territorio di Bivona a partire dall'età del rame (III millennio a.C.).
L'indagine (Agrigent Survey) condotta dall'équipe archeologica guidata dal professor Johannes Bergemann dell'Università Georg-August di Gottingen nel biennio 2009-2010 ha portato alla luce resti di età preistorica nel territorio bivonese, tra cui una necropoli rupestre.
Lo studio e l'analisi di sporadici ritrovamenti archeologici nel territorio di Bivona erano stati precedentemente effettuati soprattutto da Cesare Sermenghi, autore di Mondi minori scomparsi e Il passato e le sue risposte, e dal bivonese Salvatore Midulla, autore di Bivona, le origini e prime vicende storiche.
Alcuni cocci di ceramica Serraferlicchio testimoniano un insediamento risalente all'Eneolitico; in un piccolo pianoro di modeste dimensioni, grazie al ritrovamento di alcune ceramiche appartenenti alla facies di Sant'Angelo Muxaro, è testimoniato un insediamento risalente all'VIII secolo a.C., sul monte delle Rose che sovrasta Bivona.
Nell'ex feudo di Pollicìa, sito qualche chilometro ad ovest del centro abitato di Bivona, nel territorio comunale di Palazzo Adriano, sono stati ritrovati vari reperti archeologici, tra cui cocci di ceramica dello stile di Serraferlicchio.
I reperti risalgono all'età del rame: alcuni frammenti fanno parte di una tazza attingitoio, altri fanno parte di un'altra tazza, dipinta a bande verticali grigio-scure; è stato rinvenuto anche un fondello di bicchiere in ceramica rosso-aragosta ed altre reliquie appartenenti ad oggetti decorati a reticolature. Infine, sono stati ritrovati due grossi frammenti di ceramica rossa che facevano parte di una bacinella spessa e lucida.
Nella zona sono state notate anche alcune recinzioni, ritenute piccoli plessi tombali. L'abbondante presenza in contrada Pollicia della friabilissima roccia gessosa consentì alle popolazioni autoctone il facile sfruttamento dell'abitazione ipogeica e dei giacimenti minerari di sale, ritenuto primo mezzo di scambio tra la civiltà autoctona dell'eneolitico e la egeo-micenea, di nuova immissione.

## Età antica

### Ipotesi erudite sulla antica Bivona
Un passo di Strabone, che cita Hipponium, erroneamente identificata con Bivona invece che con la città di Vibo Valentia nell'attuale Calabria, indusse alcuni eruditi cinquecenteschi a collocare a Bivona il luogo dove secondo gli antichi si sarebbe svolto il mitologico ratto di Persefone.
Anche Francesco Maurolico, in base all'identificazione di Hipponium con Bivona, vi localizzò il "luogo di delizie" chiamato "Corno di Amaltea", costruito dal tiranno Gelone di Siracusa. Quest'identificazione, già rigettata da alcuni eruditi seicenteschi venne ancora ripresa nel Settecento e Ottocento, fino all'erudito locale Giovan Battista Sedita agli inizi del Novecento.
È stata inoltre ipotizzata una fondazione di Bivona nel III secolo a.C. da parte dei profughi della città di Ippana, citata da Polibio e Diodoro Siculo e distrutta nel 258 a.C., nel corso della prima guerra punica e dal cui nome deriverebbe quello di Bivona.
Altri insediamenti più piccoli sono inoltre stati ipotizzati nelle vicinanze di Bivona: nel Seicento, Rocco Pirri, riprendendo Tommaso Fazello sostenne che vi sarebbero sorte le antiche città di "Platanello", o Platanella, e di "Muzaro", o Muzzaro.
Cesare Sermenghi ha inoltre ipotizzato che la contrada bivonese di San Matteo fosse l'ubicazione dell'antica città siciliana di Makella, citata da Polibio, Diodoro Siculo e Dione Cassio, nonostante esistano altre ipotesi riguardo alla sua collocazione. Secondo Sermenghi, a sua volta Makella sarebbe stata identificabile con l'antica città di Muzzaro, che è invece identificabile con i resti archeologici nei pressi di Sant'Angelo Muxaro. Sermenghi ha ritenuto inoltre che la località di Adranon, citata dalle fonti come prossima a Makella, sarebbe stata identificabile con il bosco di Rifesi, nel territorio di Palazzo Adriano, presso Bivona.

### Toponimo
La somiglianza del nome Bivona con Hipponium (o Ipponio o Hippana) era già stata constatata dagli storici moderni, dall'Aretio fino all'Amico. Nel 1709 il gesuita Giovanni Andrea Massa enumerò tutte le designazioni toponomastiche di Bivona, in seguito utilizzate da altri storiografi. Nel XIX secolo Michele Amari inserì Bivona in una lista di città della Sicilia che, essendo state testimoniate per la prima volta nel periodo normanno, potrebbero essere state fondate dai coloni provenienti dall'Italia centro-settentrionale, giunti in Sicilia in quell'epoca, che avrebbero imposto ai nuovi centri i nomi della propria città d'origine: Bivona venne accoppiata con Bibbona, città toscana in provincia di Livorno: l'ipotesi, tuttavia, appare poco veritiera, dal momento che Bivona fu sicuramente abitata da gente araba, che si stanziò in Sicilia prima della venuta dei Normanni. Nella seconda metà del XX secolo Cesare Sermenghi confermò la possibile derivazione del toponimo Bivona da Hippana; nel suo libro Mondi minori scomparsi (1981), infatti, egli affermò:
- a) Hippo Regius ed Hippo Ziarytus, due città della Numidia;
- b) Hippona, così battezzata più tardi la Hippo Regius della Numidia (ci ricorda il Vescovo di Hippona, S. Agostino);
- c) Hipponio o Hipponium, città della Lucania, chiamata più tardi Vibone e poi Bivona, quindi Vibo Valentia;
- d) Hipanis, oggi Bug, fiume a nord del Puntus Euxinus (Mar Nero);
- e) Hippana, nei pressi di Prizzi (Palermo), denunziano la medesima origine toponomastica la cui radice nel tempo subisce l'inevitabile erosione e quindi la metamorfosi omofonica che segue:
  1. Hippo Regius, diviene capo Bon;
  2. Hippo Ziarytus, diviene capo Bon;
  3. Hippona, diviene capo Bona;
  4. Hipanis, diviene capo Bug;
  5. Hipponium (Catanzaro), diviene capo Bivona, quindi Vibona e poi Vibo Valentia, che è forma non erosa.

Dai superiori esami omofonici, si deduce quindi che Hippana (nei pressi di Prizzi) ha dato i natali toponomastici a Bivona (Agrigento)»
(Cesare Sermenghi, Mondi minori scomparsi, 1981)
Nel 1987, però, il bivonese Antonino Marrone non accettò l'ipotesi avanzata qualche anno prima dal Sermenghi, affermando che non risulta che l'evoluzione della lingua delle popolazioni gravitanti sui monti Sicani avesse fino al XII secolo apportato alcuna modifica al nome Ippana, non rilevando, pertanto, una relazione toponomastica tra Ippana e Bivona; tuttavia assicurò che, nonostante il paese fosse stato durante il Medioevo un pagus Saracenorum (villaggio abitato da musulmani), il nome Bivona non sia di derivazione araba: la fondazione del paese è quindi da supporre in data anteriore all'invasione della Sicilia da parte degli arabi.
Inoltre Antonino Marrone rilevò l'esistenza di diversi toponimi diffusi nell'antichità e aventi la medesima radice di Bivona, ma di cui non è documentata alcuna relazione con altri toponimi aventi Ippo per radici. Infine, sottolineò l'analisi di alcuni storici e linguisti che affermarono che l'antico nome dell'Hipponio calabra (Vibo Valentia) fosse Vibo, oggi conservatosi anche nel nome della sua piccola frazione Bivona.
Riguardo all'etimologia del nome della città calabra, ecco cosa scrisse nel 1962 il sacerdote Francesco Albanese nella sua opera Vibo Valentia nella sua storia:
(Francesco Albanese, Vibo Valentia nella sua storia, 1962)
Il nome Bivona è ritenuto un nome di derivazione non araba; esso si trova in questa forma per la prima volta in un documento del 1171, ma la forma più frequente fino ai primi anni del Cinquecento era Bibona. La forma Bisbona venne usata molto probabilmente per la prima volta da Federico III, in una lettera del 28 settembre 1363 spedita a Giovanni Chiaramonte. Questa variante è probabilmente dovuta ad una rielaborazione colta: in una lettera del 1553 venne scritto:
Ancora nel 1557 se ne fornisce una spiegazione erudita:
Esiste anche la forma Vivona, oggi usata nel dialetto locale.

### Siti archeologici
| Aree archeologiche          |                            |
| --------------------------- | -------------------------- |
| Insediamenti preistorici    | Serra di Cuti              |
| Insediamenti preistorici    | Pietre Cadute              |
| Insediamenti preistorici    | Monte Castelluccio         |
| Insediamenti preistorici    | Serra di Caraha            |
| Insediamenti greci          | Monte Mezzo Canale         |
| Insediamenti greci          | Pietre Cadute              |
| Insediamenti greci          | Monte Castelluccio         |
| Insediamenti greci          | Contrada il Ponte          |
| Insediamenti romani         | Monte delle Rose           |
| Insediamenti romani         | Monte Mezzo Canale         |
| Insediamenti romani         | Monte il Casino            |
| Insediamenti romani         | Monte Chirullo             |
| Insediamenti romani         | Vallone Salito             |
| Insediamenti romani         | Contrada Madonna dell'Olio |
| Insediamenti romani         | Maidda                     |
| Insediamenti romani         | Ferraria                   |
| Insediamenti romani         | Pietre Cadute              |
| Insediamenti romani         | Contrada Millaga           |
| Insediamenti romani         | Monte Castelluccio         |
| Insediamenti romani         | Contrada il Ponte          |
| Insediamenti medievali      | Pizzo San Matteo           |
| Insediamenti medievali      | Vallone Lordo              |
| Insediamenti medievali      | Contrada Margi             |
| Insediamenti medievali      | Maidda                     |
| Insediamenti medievali      | Ferraria                   |
| Insediamenti medievali      | Monte Castelluccio         |
| Insediamenti di età incerta | Contrada Madonna dell'Olio |
| Insediamenti di età incerta | Montata Baida              |
| Insediamenti di età incerta | Contrada Millaga           |

## Età medievale

### Origini di Bivona
Il più antico documento pervenuto in cui si parla di Bivona (menzionata come Bibona) risale al 1160. Nel 1171 è menzionata come casale.
Secondo una agiografica biografia di santa Rosalia, pubblicata nel 1650 dal padre gesuita Francesco Sparacino, la santa avrebbe vissuto per cinque anni (dal 1149 al 1154) presso il monte delle Rose di Bivona, terra allora disabitata e feudo di suo padre Sinibaldo, da dove sarebbe stata allontanata quando il bosco in cui viveva in eremitaggio sarebbe stato tagliato per la fondazione della città.
Nel successivo XIII secolo Bivona è citata tra i centri della diocesi di Agrigento nel 1260 ed è ancora menzionata nel 1264, negli anni settanta del Duecento e nel 1281.
Supposero un'origine bizantina di Bivona Alfonso Airoldi e Gaetano Di Giovanni, quest'ultimo citato anche da Biagio Pace.

### Darptein Taibah: età islamica?
(Tommaso Fazello, De Rebus Siculis decades II, 1560)

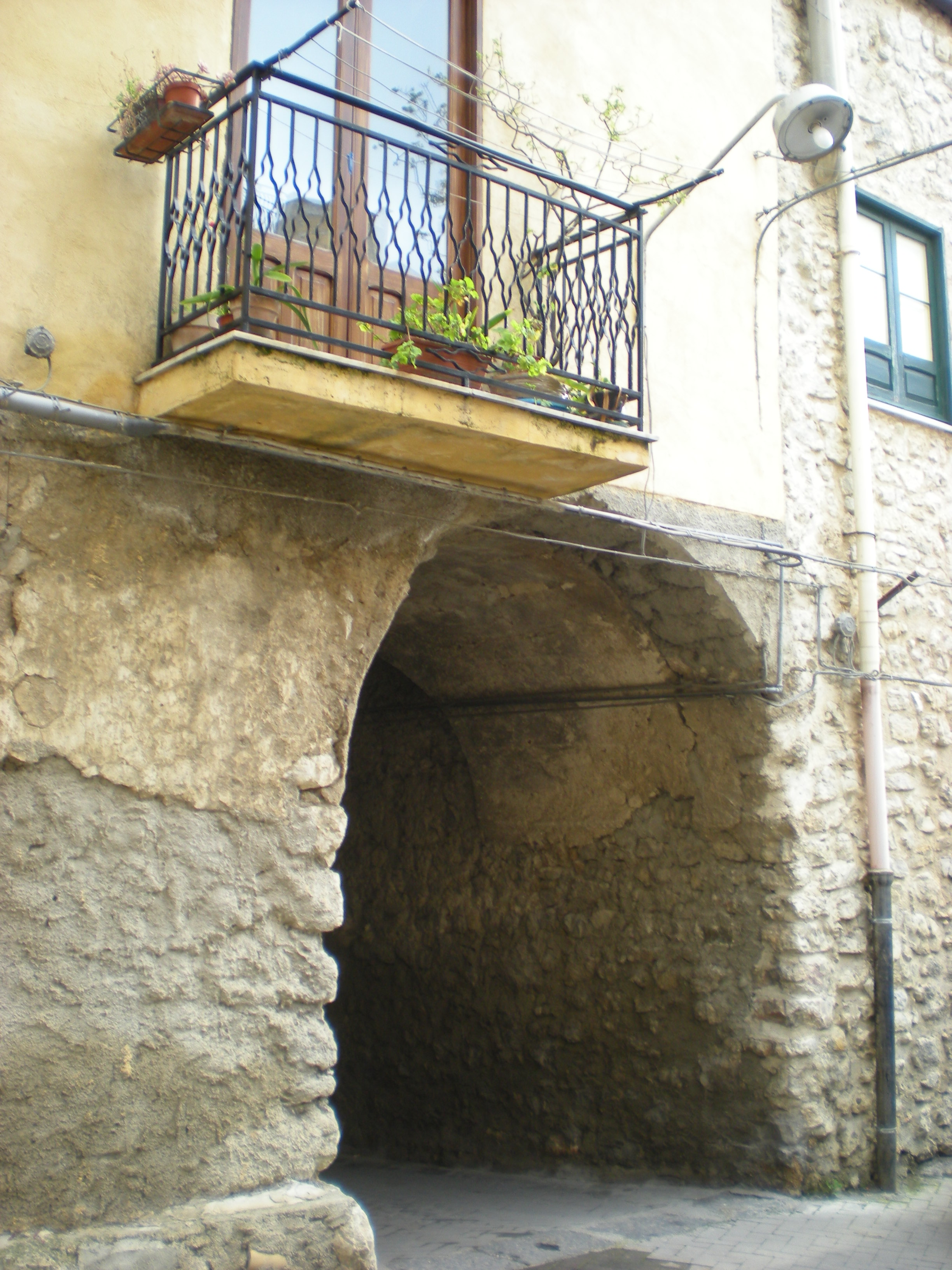
Xanèa tra via Sirretta e piazza Guggino

Le incursioni saracene, iniziate in Sicilia a partire dal VII secolo, condussero rapidamente alla conquista araba dell'intera isola nel corso del IX secolo e alla formazione dell'Emirato di Sicilia fino alla cacciata da parte dei Normanni nell'XI secolo.
La presenza degli Arabi a Bivona sarebbe attestata dalla presenza nel dialetto locale di toponimi e termini di origine araba (tra cui xanèa). In questo periodo il nome dell'insediamento sarebbe stato Darptae Intaiba, attestato su alcune carte geografiche della Sicilia relative a quel periodo.
Un'origine dell'abitato in epoca araba era stata ipotizzata anche dall'erudito cinquecentesco Tommaso Fazello, nella seconda edizione della sua opera (De Rebus Siculis decades II del 1560), che ritenne Bivona un pagus Saracenorum, cioè un villaggio abitato da gente araba. Nel 1580 lo storico Marco Antonio Martines descrisse Bivona alla stessa maniera del Fazello e nel 1873 lo storico castronovese Luigi Tirrito accettò, seppur con qualche obiezione, che Bivona possa essere stato un villaggio saraceno. In paese doveva esistere un luogo di culto, probabilmente una moschea, di cui non si conosce l'ubicazione e non si ha più alcuna traccia.
È nato a Villa Noba, casale presso Bivona, Al-Ballanūbī, noto poeta arabo-siciliano.
Secondo alcuni documenti tratti dal De Rebus Regni Siciliae, Bivona avrebbe partecipato attivamente alla guerra del Vespro, definita la "Guerra dei Novant'anni" perché combattuta tra il 1282 ed il 1372.
Nel 1909 lo storico bivonese Giovan Battista Sedita, nella sua opera intitolata Cenno storico-politico-etnografico di Bivona, scrisse:
Nell'opera di Michele Amari citata dal Sedita, inoltre, si fa riferimento alla concessione da parte di Roberto d'Angiò del castello di Bivona a Giacomo di Catania: è questo il primo dato certo sulla signoria di Bivona.
Durante gli anni del conflitto si ipotizza che gli abitanti dei casali siti nei dintorni si fossero trasferiti a Bivona, in quanto dotata di efficienti strutture difensive che avrebbero offerto riparo e protezione. Nel 1282 la cittadina venne chiamata a contribuire alla raccolta delle vettovaglie per l'esercito: Bivona offrì 100 salme di frumento, 200 di orzo, 100 maiali, 200 castrati, 36 onze d'oro e 10 arcieri.
La prima fase della guerra del Vespro si concluse con la firma del trattato di pace tra Angioini e Aragonesi nella vicina Caltabellotta.

### Signoria di Bivona
Nel 1299 Roberto d'Angiò avrebbe dato in concessione, insieme al castello di Calatamauro, il castello di Bivona, citato in quest'occasione per la prima volta, a Giacomo di Catania, che avrebbe dovuto scacciarne Ugone Talach.
Nella Descriptio Feudorum figura come signore di Bivona Simone di Montecateno (o Moncada).

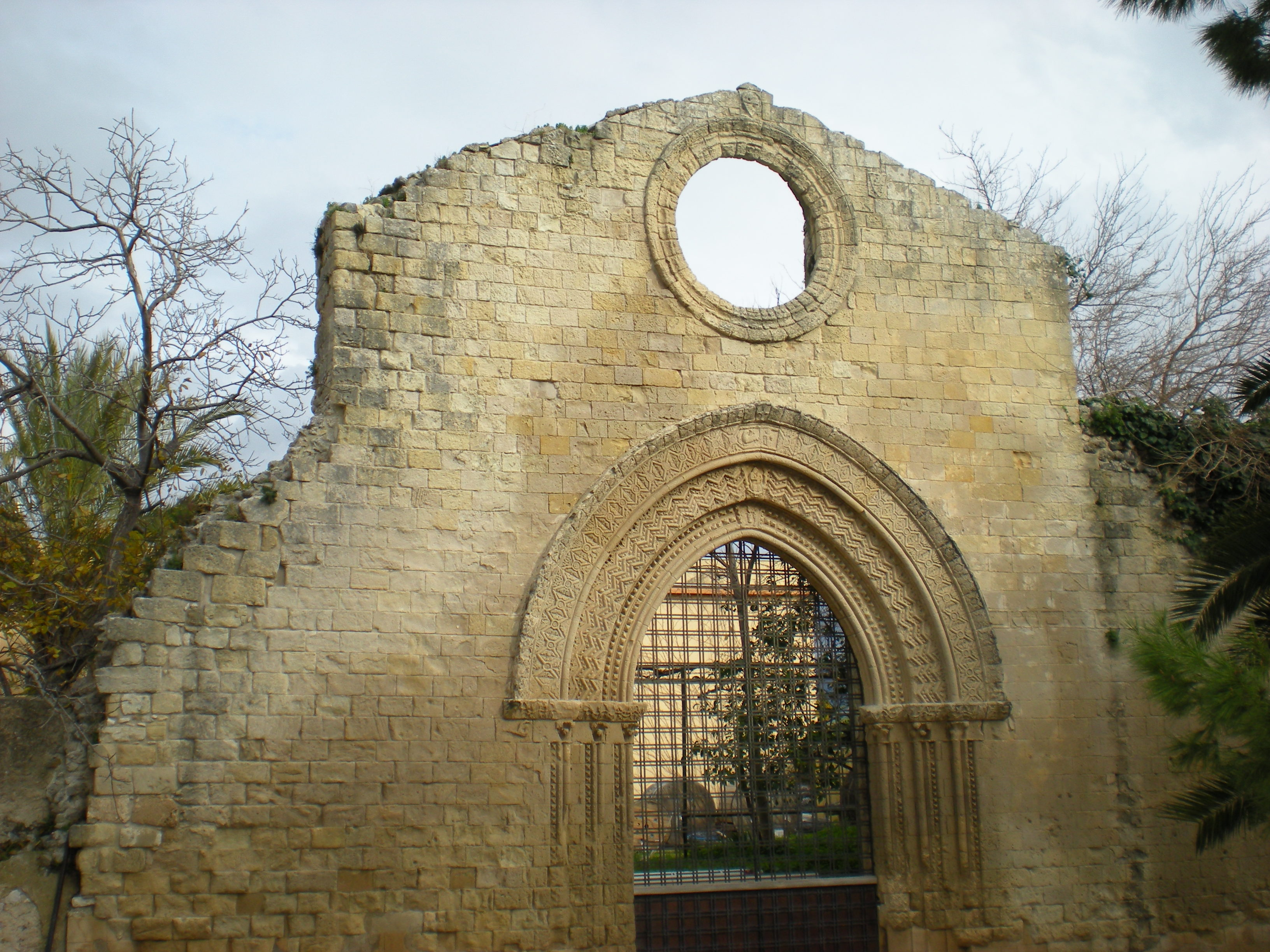
Il portale della chiesa madre "chiaramontana", realizzata tra il Duecento ed il Trecento

Nel 1353 i Chiaramonte, con l'aiuto degli Angioini, si ribellarono al re Ludovico d'Aragona, del quale era divenuto tutore Blasco II Alagona in seguito alla morte di Matteo Palizzi. Alla rivolta partecipò anche Bivona, ma dopo la vittoria di Federico IV d'Aragona ad Aci il 27 maggio del 1357, abbandonò la fazione chiaramontana, per ritornarvi nel 1359. Le discordie interne tra la fazione regia e quella chiaramontana causarono l'intervento delle truppe regie al comando di Francesco II Ventimiglia, che occupò Bivona e la mise a sacco. Dopo la loro partenza, i Chiaramonte tentarono di impadronirsi del castello, lasciato in custodia a Claudio Doria, e non riuscendo a vincerne le difese, abbandonarono il paese, che venne nuovamente saccheggiato. Nel 1360 divenne nuovo signore di Bivona Corrado Doria, al quale succedette il figlio Antonello, ma nel 1363 la signoria era passata a Giovanni III Chiaramonte di Palermo. Dopo la morte di questi, nel 1374, la signoria passò a Manfredi III Chiaramonte e alla sua morte nel 1391, alla figlia Eleonora. In seguito alla ribellione di Andrea Chiaramonte contro il re Martino I di Sicilia, i Chiaramonte persero tutti i loro beni.
Niccolò Peralta, sposo di Elisabetta Chiaramonte, insieme con il padre Guglielmo si ribellò contro il re a causa del mancato riconoscimento dell'eredità del suocero, ed occupò diversi centri, tra cui Bivona, che restituì solo nel 1397. Bivona fu in seguito rivendicata sia da Niccolò Peraltra, sia da Pietro Moncada e in attesa del giudizio la capitaneria e la castellanìa furono affidate brevemente al catanese Bernardo de Carretto. Nell'aprile del 1397 signore di Bivona divenne Pietro Moncada, a causa della spontanea rinuncia di Niccolò Peralta. Dopo la ribellione di Guglielmo Raimondo Moncada, i beni della famiglia Moncada vennero confiscati e in dicembre Bivona venne concessa a Niccolò Peralta.
Alla morte di Niccolò Peralta, nel 1398, ne ereditò il feudo bivonese la secondogenita, Margherita Peralta, andata in sposa ad Artale de Luna (fratello di Maria de Luna, regina d'Aragona e madre del re). Questi, distintosi nella repressione dei ribelli nel 1408 in Sardegna e nel 1420 in Corsica, morì nel 1421. Qualche anno dopo, la sua vedova, Margherita Peralta si risposò con Antonio Cardona. Bivona venne donata al loro figlio Giovanni, che tuttavia all'età di quattordici anni la restituì alla madre. Erede della contea di Caltabellotta e della baronia di Bivona fu Antonio de Luna, figlio primogenito avuto da Margherita Peralta con Artale, che nel 1453 ricevette l'investitura della baronia di Bivona e di altri beni feudali.

### Comunità ebraica di Bivona
Nel XV secolo a Bivona era presente una comunità ebraica. La comunità crebbe demograficamente ed era in rapporto con la comunità ebraica di Palermo.
Altri documenti del periodo che vi fanno riferimento sono un documento del 1472, in cui si tratta la permuta della Baronia di Bivona con quella di Sambuca da parte di Carlo de Luna con il fratello Sigismondo ed un documento del 1489, con cui il viceré Fernando de Acuña invitò i procuratori di ciascuna giudecca siciliana ad un Consiglio Generale. Con il documento del 1472 si ha la conferma della presenza di 70 famiglie (pari, all'incirca, a 300-350 persone), ovvero il 7% della popolazione bivonese. L'incremento demografico della giudecca bivonese fu dovuta anche ai rapporti che essa intratteneva con la comunità ebraica di Palermo: numerosi ebrei palermitani operarono nel territorio di Bivona, alcuni addirittura si trasferirono nella cittadina agrigentina. Nel 1474 il signore di Bivona, Sigismondo de Luna, fu nominato Mastro secreto del Regno, ossia protettore degli Ebrei.
Come le altre comunità ebraiche della Sicilia, gli ebrei bivonesi furono oggetto del decreto di espulsione di Ferdinando II d'Aragona e di Isabella di Castiglia nel 1492.
Gli ebrei occupavano un quartiere abbastanza centrale di Bivona, ovvero quello circostante la chiesa e il convento di San Domenico. Molto probabilmente in questa zona sorgevano sia la meschita (la sinagoga), sia il locale adibito alla purificazione delle donne, sia la sede locale dove si riuniva la alamia (la comunità giudaica del paese).

## Età moderna

### Il primo caso di Sciacca
Una lite per la restituzione da parte dei Perollo della baronia di San Bartolomeo ad Antonio de Luna, riaccese l'odio tra le due famiglie: il 6 aprile 1455, a Sciacca, durante la processione della Spina Santa, Pietro Perollo, figlio di Giovanni, ferì gravemente Antonio de Luna. Questi, appena guarito, entrò in Sciacca con un notevole numero di vassalli e, incendiando le case dei Perollo, fece più di cento morti. Ma tutte queste vicende non sono prive di inesattezze: tuttora risultano parzialmente documentate.

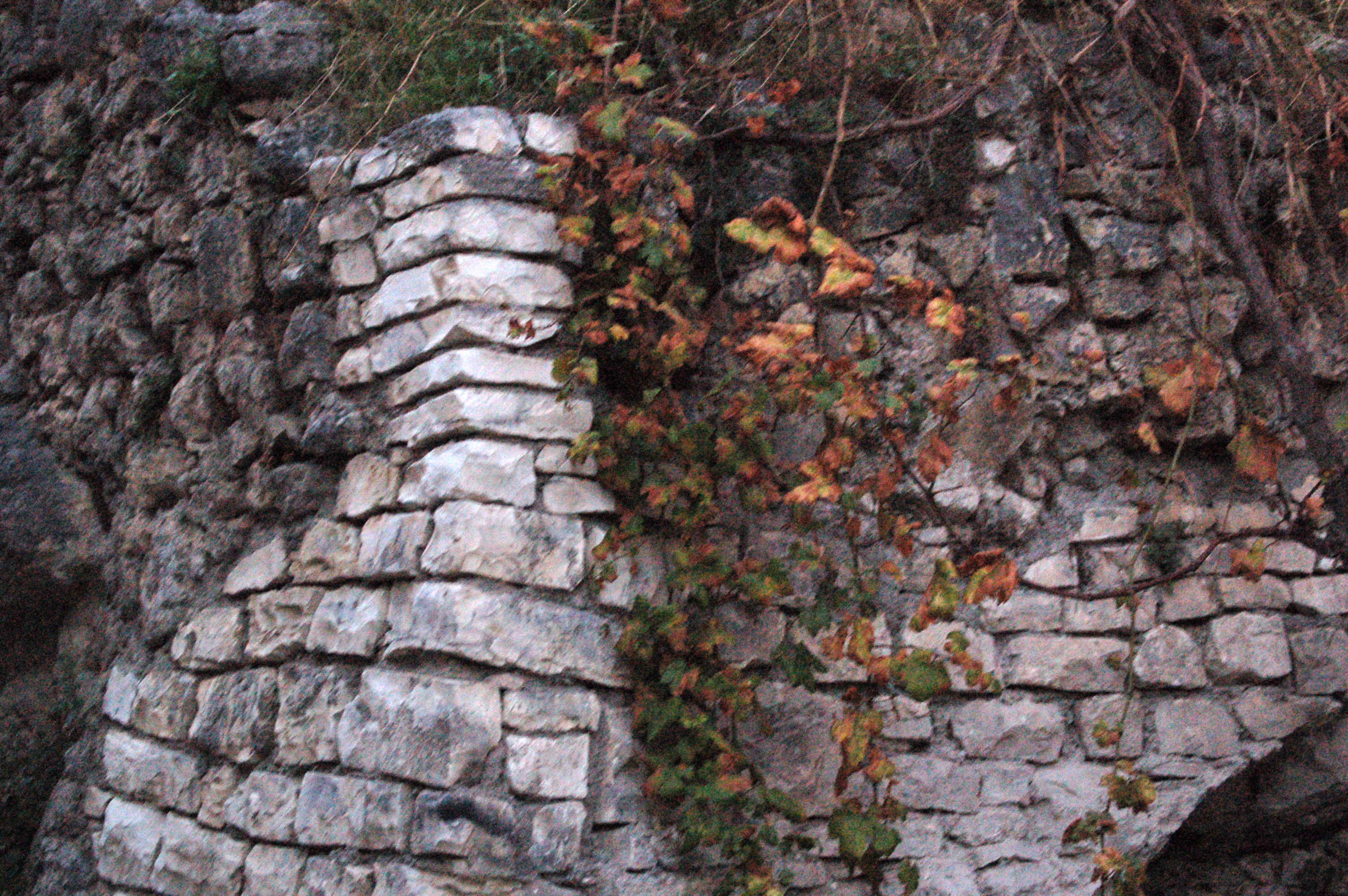
Ruderi del castello di Bivona

### La dinastia dei de Luna
Dopo la morte di Antonio, ad ereditare i suoi beni fu il figlio Carlo, che permutò con il fratello Sigismondo la terra ed il castello di Bivona con la baronia di Sambuca. Sigismondo de Luna (ottenne dal re Giovanni d'Aragona il titolo di Camerlengo, nel 1474 fu nominato Maestro Secreto con diritto di giurisdizione su tutti gli Ebrei di Sicilia e nel 1475 Maestro Portulano, entrambe prestigiose cariche del Regno di Sicilia), in condizione economiche precarie, fu costretto a vendere, ma con riserva di riscatto, la terra di Bivona al fratello Pietro, che aveva indossato l'abito ecclesiastico.
Pietro de Luna per un anno fu signore di Bivona, poi il titolo passò nuovamente a Sigismondo. Il 20 ottobre del 1480 ricevette l'investitura il figlio Gian Vincenzo, a cui fu affidato come tutore lo zio Pietro, arcivescovo di Messina. Egli nominò come procuratore della baronia di Bivona Michele de la Farina.
Gian Vincenzo, dopo lunghi contenziosi con la famiglia Alliata e Settimo, con la zia Eleonora de Luna e con il cugino Simone Ventimiglia, nel 1511 riuscì ad ottenere l'investitura della contea di Caltabellotta. Dal 1514 fu stratigoto di Messina e dal 1516 al 1517 fu Presidente del Regno. Nel 1520 Carlo V gli conferì la Signoria sul porto e caricatore di Castellammare del Golfo. Le condizioni economiche del conte Luna divennero critiche dopo il secondo caso di Sciacca, che portò al suicidio il figlio Sigismondo (nel 1523 sposatosi con la fiorentina Luisa Salviati, nipote di papa Leone X).

### Il secondo caso di Sciacca

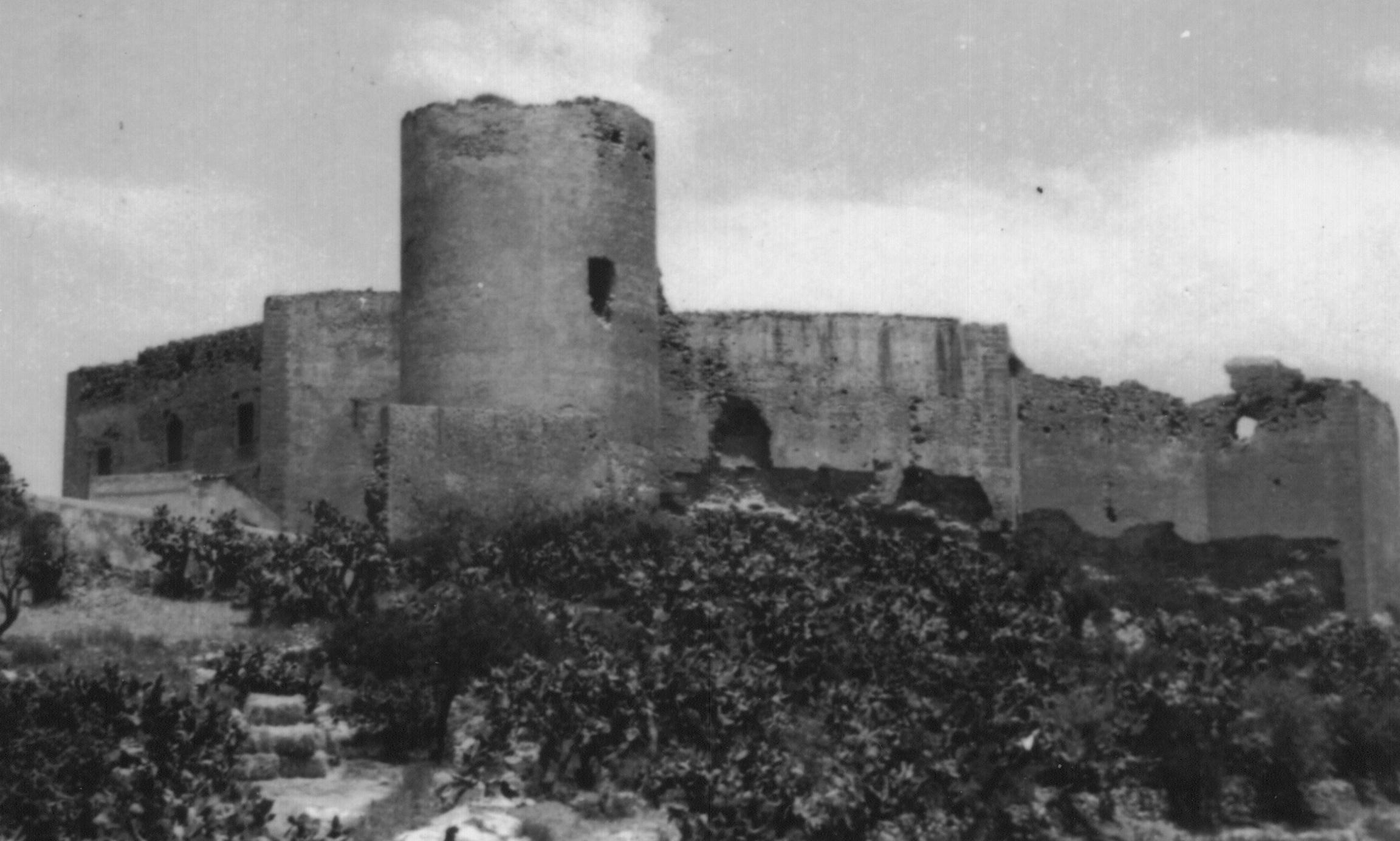
Il Castello della famiglia De Luna a Sciacca

Nel 1520 Gian Vincenzo de Luna si recò a Roma, presso il Papa, per stringere vincoli matrimoniali tra suo figlio, Sigismondo, e Luisa Salviati, figlia di Jacopo Salviati e Lucrezia de' Medici, figlia di Lorenzo de' Medici, sorella dell'allora pontefice Leone X e sorellastra del cardinale Giulio de' Medici, futuro papa Clemente VII. Le nozze si celebrarono a Roma nel 1523. In quel periodo esplose violentemente la lotta tra i Luna e i Perollo, entrambe tra le famiglie più potenti del Val di Mazara. Il primo scontro tra le due fazioni si ebbe nella strada che da Bivona conduceva a Sciacca (la principale città in cui esercitavano il potere i Perollo): una trentina di bravacci del conte Luna si scontrò con una schiera di armigeri del Perollo; i bravi, nonostante l'agguato teso dagli armigeri, riuscirono a raggiungere Sciacca. Il numero degli uomini del conte Luna diventò notevole, e pertanto l'arciprete di Sciacca don Gabriele Salvo cercò di fare da paciere tra le due famiglie. Ma la pace non durò a lungo: in seguito ad uno smacco subito da Sigismondo, la situazione peggiorò notevolmente. Il conte Gian Vincenzo de Luna tentò di uccidere Giacomo Perollo, il peggior nemico dei Luna, ma non vi riuscì.
Il 19 giugno 1529 Sigismondo fece introdurre furtivamente a Sciacca circa cento armati: alcuni giorni dopo la morte di due armigeri del Perollo rivelò la numerosa presenza di uomini dei Luna. Giacomo Perollo si rivolse al viceré Pignatelli, suo amico, che da Messina inviò a Sciacca Geronimo Statella (barone di Mongerbino) con una compagnia di fanti. Statella, una volta giunto a Sciacca, ordinò a Sigismondo de Luna di sciogliere le sue truppe e di allontanarsi dalla città. Il 16 luglio lo Statella, passando da Bivona, fece impiccare Giorgio Grasta con altri 19 uomini, tutti bravi del conte Luna, in una località prossima al paese: tuttora questo luogo si chiama Cozzu di li furchi. Ciò causò l'insurrezione dei bivonesi contro lo Statella, che fu costretto a tornarsene a Sciacca.

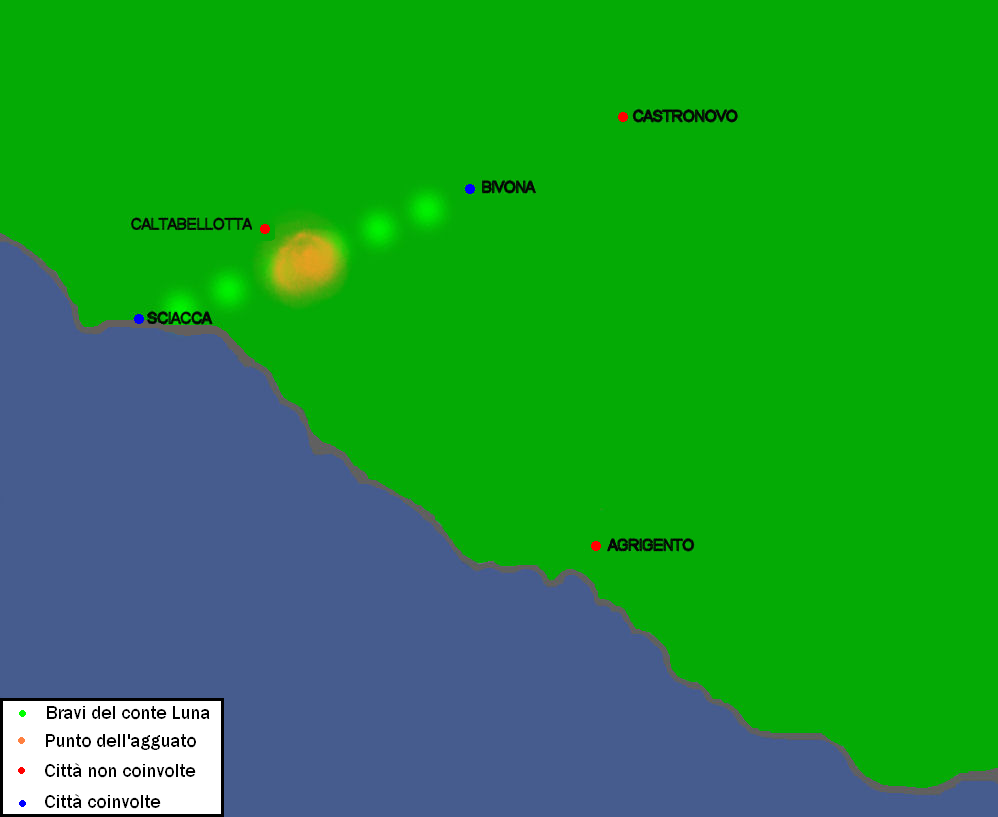
Mappa del primo scontro tra le fazioni

All'imbrunire del 19 luglio il conte Luna entrò in Sciacca con i suoi uomini, fece circondare le abitazioni del Perollo e dello Statella e, all'alba, ordinò l'attacco. Giorgio Comito, capo di una banda assoldata dal Luna, uccise Geronimo Statella. Il 23 luglio il conte Luna e i suoi uomini fecero irruzione nel castello dei Perollo e uccisero tutti coloro che trovarono. Giacomo Perollo, che inizialmente era riuscito a fuggire e a nascondersi in una casa privata, fu tradito: egli venne ucciso da Calogero Calandrino. Ma Sigismondo, non pago della morte dell'avversario, commise un atto poco umano: legò il cadavere del Perollo alla coda di un cavallo e lo fece portare in giro per tutta la città. Il conte Luna, compiuta la vendetta, si ritirò a Bivona.
Federico Perollo, figlio di Giacomo, con un contingente di truppe affidatogli da Pignatelli, con alcuni uomini armati inviatigli dal Marchese di Geraci, con le truppe di Nicolò Pollastra e Giovanni Riganti (Giudici della Gran Corte Criminale), partì alla volta di Bivona. Ma il Sigismondo decise di fuggire: il 13 agosto, insieme con la moglie e i figli, salpò alla volta di Roma. Il Perollo, giunto a Bivona e non avendo trovato il conte Luna, fece compiere una vera e propria razzia: molti furono impiccati, altri squartati, altri ancora cacciati in esilio; alcuni vennero posti nelle carceri e il castello venne spogliato dei preziosi arredi e dei nobili utensili. Bivona venne saccheggiata del tutto.
Nel frattempo Sigismondo, condannato a morte e confiscato dei propri beni, arrivò a Roma presso lo zio pontefice Clemente VII per ottenere il perdono del re Carlo V: il perdono non fu ottenuto e Sigismondo, avvilito, si suicidò buttandosi nel Tevere. Era il febbraio del 1530. Nel 1547, a Bivona, si spense anche il padre, Gian Vincenzo de Luna.

### L'elevazione a ducato (1554)

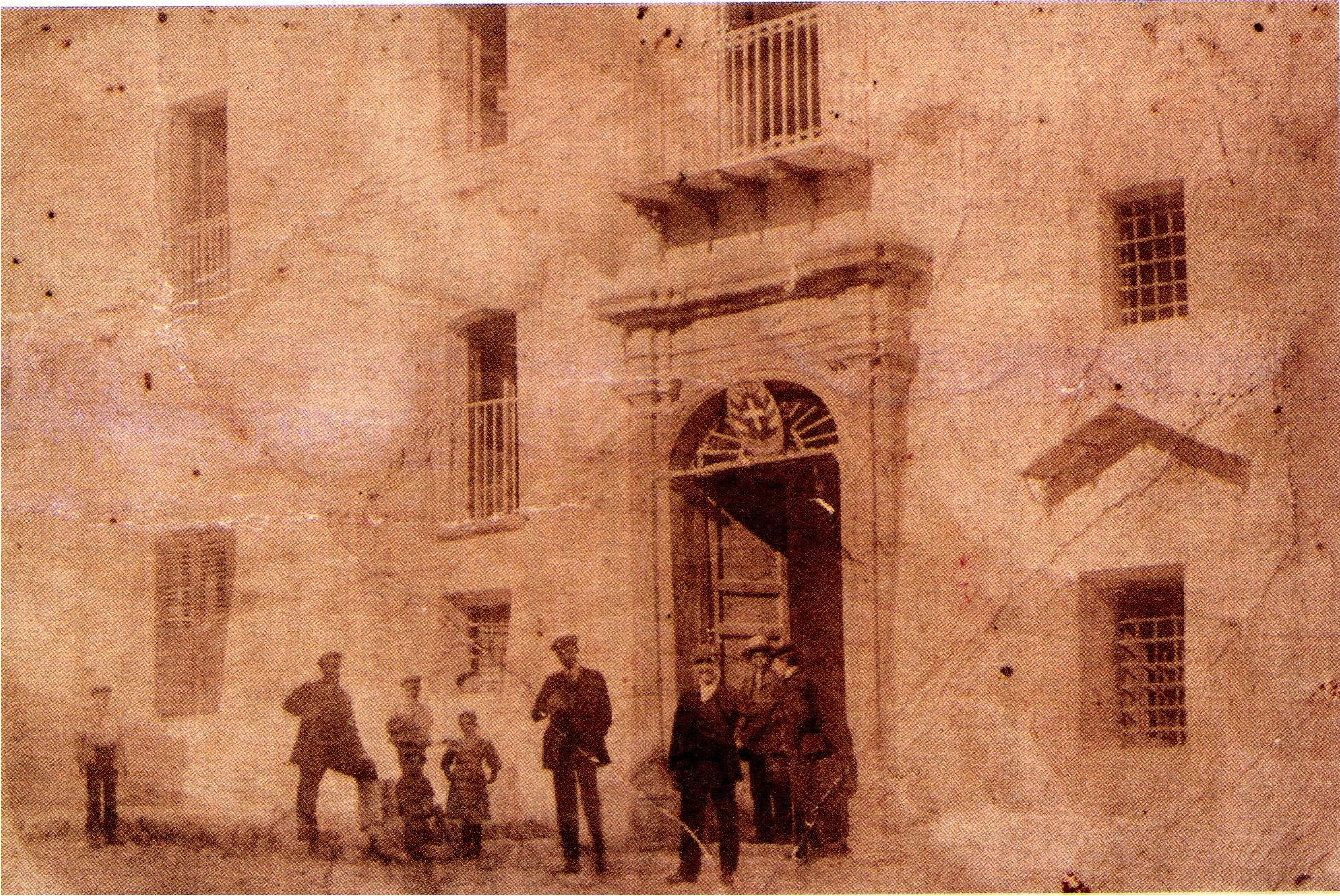
Il Palazzo Ducale di Bivona in una foto di inizio Novecento

L'eredità di Gian Vincenzo fu raccolta dal nipote Pietro de Luna (figlio di Sigismondo) che nel 1549 ricevette l'investitura delle Contee di Caltabellotta e Sclafani, delle baronie di Bivona e Caltavuturo, del feudo di Misilcassimo e di metà del feudo di Cristia; divenne, inoltre, stratigoto di Messina. Egli riottenne l'investitura di un gran numero di feudi ceduti o alienati dai suoi predecessori, aiutato dal suocero Giovanni de Vega, viceré di Sicilia: infatti Pietro, nel 1552, sposò a Messina Isabella, figlia di Giovanni. La coppia, dopo un periodo trascorso a Palermo, si trasferì definitivamente a Bivona, dove era stato edificato il palazzo che successivamente prese il nome di Palazzo Ducale. Infatti, con privilegio del 22 maggio 1554, esecutoriato a Palermo il 16 giugno 1554, Carlo V elevava la baronia di Bivona alla dignità di Ducato: il paese (uno dei più popolosi dell'intera Sicilia e il più popoloso di quelli appartenenti ai Luna) acquisì il diritto ad assumere il titolo di città. Pietro de Luna fu il primo fra i nobili siciliani ad acquisire il titolo di Duca (la maggiore dignità feudale dell'epoca).

Nel 1553 il padre gesuita Domenech, in una lettera indirizzata a Ignazio di Loyola, descrisse Bivona e il suo territorio sottolineandone fertilità, amenità e fermezza morale: 

### La dinastia dei Luna (1554-1621)
Dalle nozze con Isabella, Pietro ebbe quattro figli (la primogenita fu Aloisia); dalle seconde nozze con Angela La Cerda (figlia del nuovo viceré, il duca di Medinaceli), ebbe un solo figlio, Giovanni, che venne nominato suo erede universale.
Nonostante il matrimonio con Belladama Settimo e Valguarnera, Giovanni non ebbe figli, e, pertanto, il 13 novembre 1584, cedette tutti i suoi Stati e beni alla sorellastra Aloisia. Alla morte di Giovanni, nel 1592, Aloisia de Luna assunse l'investitura della Ducea di Bivona, delle Contee di Caltabellotta e Sclafani, delle baronie di Caltavuturo e di Castellammare del Golfo e altri numerosi feudi. Aloisia nel 1567 sposò Cesare Moncada, principe di Paternò; nel 1577 sposò Antonio Aragona, duca di Montalto. L'eredità di Aloisia, data la prematura scomparsa del figlio Francesco II Moncada, venne conseguita dal nipote Antonio d'Aragona Moncada, figlio di Francesco e nipote di Cesare, nel 1620.

### Il collegio dei gesuiti
(Leonardo Sciascia, Delle cose di Sicilia, 1980)
Ignazio di Loyola, fondatore della Compagnia di Gesù (1534), aveva stretto solidissimi rapporti con il viceré di Sicilia Giovanni De Vega durante la permanenza di quest'ultimo a Roma in qualità di ambasciatore di Carlo V presso papa Paolo III.
Fu proprio Giovanni de Vega, nel 1548, ad accompagnare i dieci gesuiti che fondarono a Messina il primo collegio siciliano; la moglie Eleonora De Osorio, invece, contribuì alla fondazione del collegio gesuitico di Palermo. I loro figli, Ferdinando ed Assuero, fecero fondare due collegi nelle città da loro governate (Catania e Siracusa); la loro figlia, Isabella, chiese direttamente ad Ignazio di Loyola l'istituzione del collegio dei gesuiti in Bivona, città di cui divenne duchessa nel 1554.
Ignazio di Loyola era stato scelto da Isabella de Vega come suo direttore spirituale, e con essa intraprese una fitta ed interessante corrispondenza epistolare; pertanto essa lo pregò vivamente di far sorgere anche in Bivona un collegio gesuitico, dicendo che doveva diventare dopo quelli di Palermo e Messina, il più importante di questo Regno. La fondazione del collegio bivonese era impedita dall'avversità dello stesso Ignazio di Loyola ad istituire collegi in piccole città: tale problema venne risolto grazie all'insistenza della duchessa, che nel 1553 ottenne l'assenso del futuro santo tramite una lettera che lo stesso Ignazio di Loyola inviò a padre Geronimo Domenech, provinciale di Sicilia. In essa Ignazio di Loyola scrisse:
La prima pietra della fabbrica del collegio bivonese venne posta il 21 maggio 1554; nel mese di luglio venne posta la prima pietra della nuova chiesa, alla presenza di Pietro de Luna e Ferdinando De Vega, fratello di Giovanni. Tra il 1554 ed il 1555 fu padre Domenech a tenere informato Ignazio di Loyola sulla situazione del costruendo collegio di Bivona: egli, nelle sue lettere, espresse pareri molto positivi su Bivona e i suoi abitanti. Alla fine del 1555 Ignazio di Loyola decise di inviare nove gesuiti al nuovo collegio bivonese: essi partirono da Palermo la mattina del 1º gennaio 1556. Il primo rettore del collegio dei gesuiti di Bivona fu Eleuterio Du Pont, nato a Lilla nel 1527 ed ex studente di medicina presso l'Università di Parigi.
Il collegio dei gesuiti di Bivona fu il primo collegio in Italia ad essere stato fondato in una città di pochi abitanti (poco più di 7.000); i progetti e le piante del secondo collegio gesuitico di Bivona, costruito nel Seicento, sono reperibili presso la Biblioteca Nazionale di Parigi. I gesuiti a Bivona rappresentarono l'Ordine religioso che durante l'Età Moderna maggiormente influì sulla vita spirituale, culturale ed economica della cittadina.

### I Moncada (1621-1736)
Antonio d'Aragona Moncada divenne Duca di Bivona il 18 novembre 1621; nel 1616 e nel 1623 fu Governatore della Compagnia della Pace, a Palermo. Sposò Giovanna della Cerda, figlia del duca di Medinaceli, ed ebbero sette figli (sei maschi ed una femmina): nel 1627 fu il figlio primogenito, Luigi Guglielmo, a ricevere l'investitura degli Stati paterni, dato che il padre, divenuto sacerdote, entrò nella Compagnia di Gesù (e a Palermo fondò il Monastero dell'Assunta delle monache Carmelitane Scalze).
Luigi Guglielmo Moncada sposò in prime nozze Maria Afan de Ribera, ed in seconde nozze Caterina Moncada e di Castro, da cui ebbe il figlio Ferdinando. Luigi Guglielmo fu un personaggio di rilievo: fu Presidente del Regno dal 1635 al 1637 (anni in cui provvide a rafforzare le difese della città di Palermo, facendo erigere la Porta Montalto e facendo fortificare Porta Felice e Porta Carini); fu Viceré di Sardegna nel 1647 (periodo in cui si adoperò per reprimere alcune rivolte, come quelle di Masaniello a Napoli e di D'Alesi in Sicilia); fu nominato Viceré di Valenza nel 1657; ebbe l'ordine del Toson d'Oro; fu Commendatore di Belvis della Sierra, tre volte Grande di Spagna, generale della Cavalleria del Regno di Napoli e maggiordomo maggiore di re Carlo; infine, nel 1667, divenuto vedovo, da Alessandro VII fu nominato cardinale.

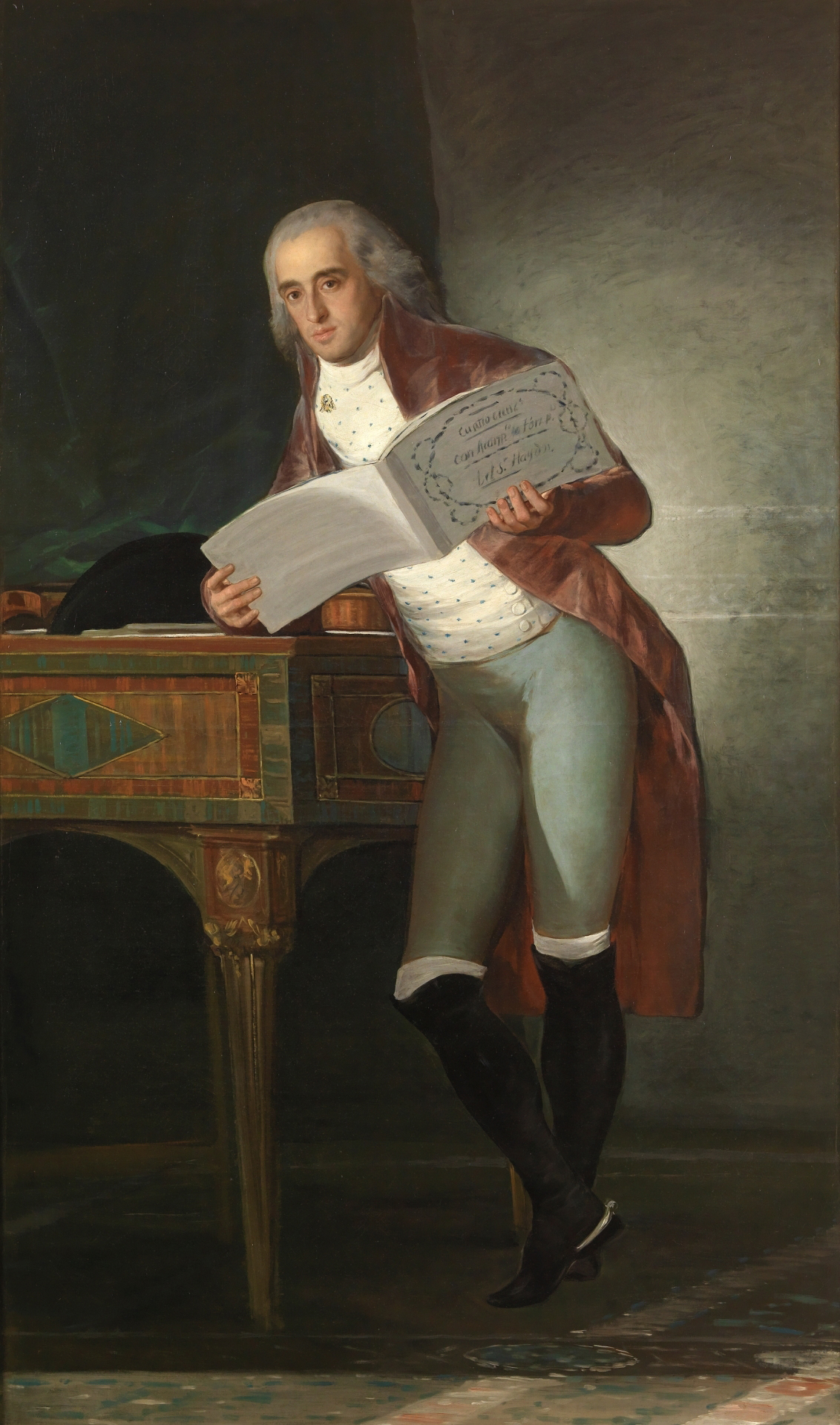
Ritratto del duca de Alba (Giuseppe Alvarez di Toledo, duca di Bivona), Francisco Goya, 1975 (museo del Prado, Madrid)

Nonostante tutto, le condizioni economiche e finanziarie del Principe di Paternò erano molto preoccupanti. Alla di lui morte, gli succedette il figlio Ferdinando (1673), che sposò Maria Teresa Faxardo Toledo e Portugal. La loro figlia, Caterina, nel 1713 (anno di morte di Ferdinando) raccolse l'eredità paterna: ella era già sposata con Giuseppe Federico Alvarez de Toledo, duca di Ferrandina e marchese di Villafranca.

### Gli Alvarez de Toledo (1736-1812)
Nel 1736 divenne duca di Bivona Federico Vincenzo Alvarez de Toledo, figlio di Giuseppe Federico e di Caterina Moncada; ma gli eredi, tutti ricchissimi feudatari spagnoli, non intervennero mai direttamente negli affari locali (a sovrintendere al ducato furono i procuratori generali dello Stato), e così per Bivona cominciò la fase del declino.
Dopo Federico Vincenzo, morto nel 1753 a Madrid, il ducato passò al figlio, Antonio. Il suo figlio ed erede universale fu Giuseppe Alvarez de Toledo, che dalla moglie Maria Teresa Cayetana de Silva non ebbe figli: alla sua morte (avvenuta in Siviglia nel 1796), gli succedette il fratello Francesco. Francesco Borgia Alvarez de Toledo, nato e morto a Madrid (1763-1821), fu l'ultimo duca che esercitò la signoria feudale su Bivona. Nel 1812, in Sicilia, fu abolita la feudalità.

## Età contemporanea
(Antonino Marrone, Bivona Città feudale, 1987)

### Il distretto di Bivona (1812-1860)

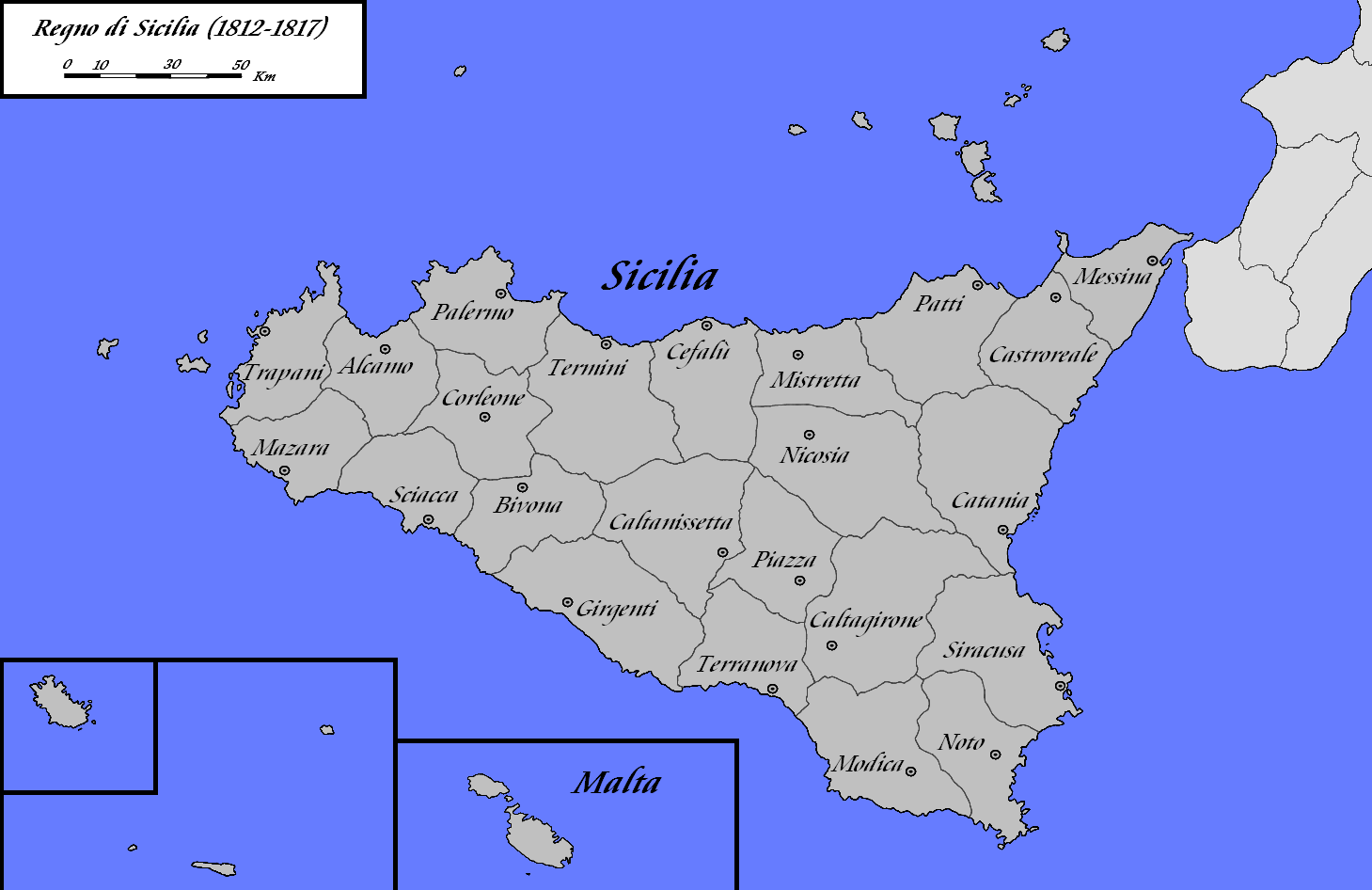
Distretti di Sicilia

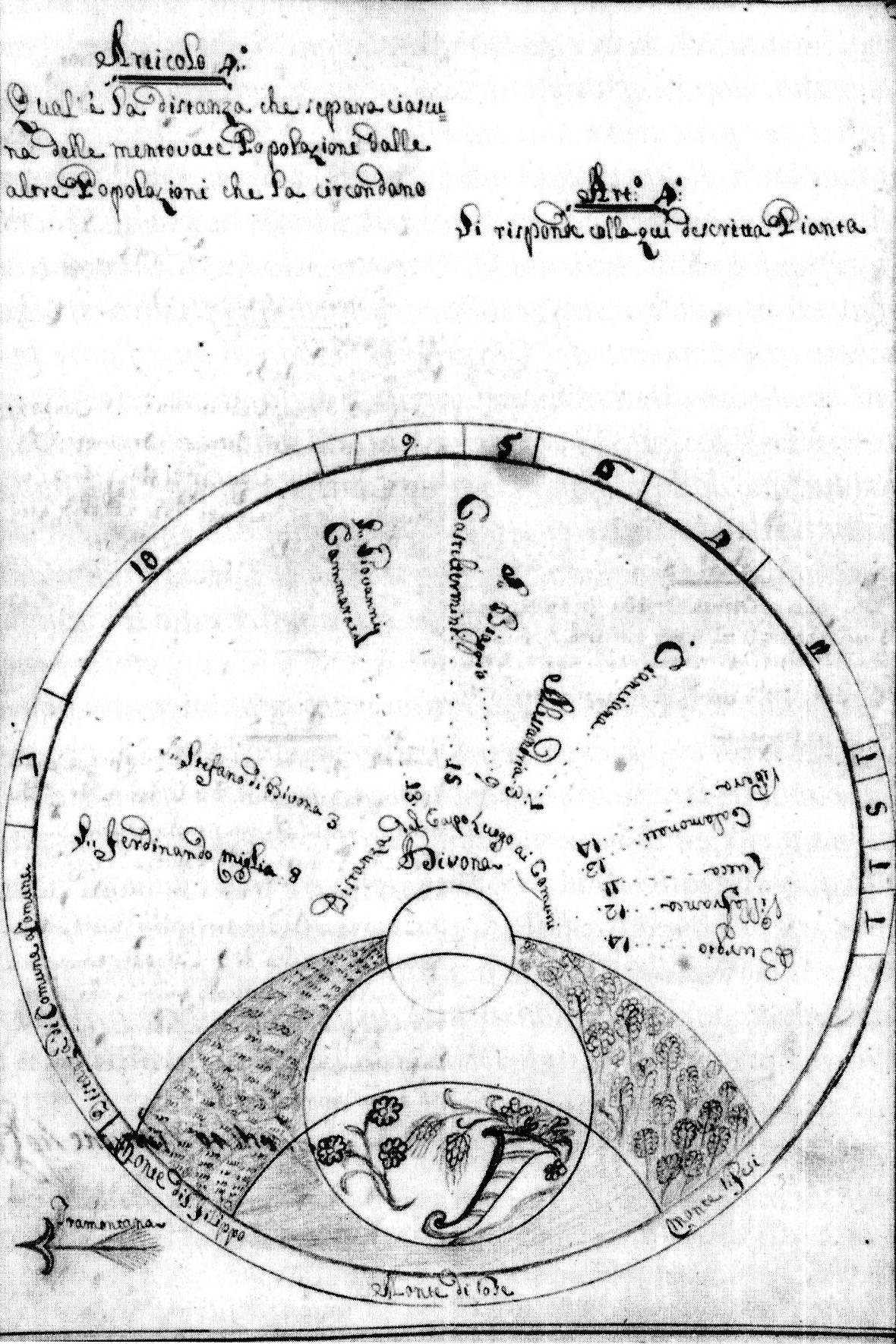
Mappa dell'antico distretto di Bivona, con relative distanze dagli altri comuni

Dal 18 giugno al 7 novembre 1812 il Parlamento siciliano, convocato dal re Ferdinando III di Sicilia, tenne varie sedute che sancirono l'abolizione della società feudale nell'Isola. La nuova costituzione, inoltre, fece sì che la Sicilia fosse indipendente da ogni altro regno. L'intera Isola venne suddivisa in 23 distretti: ognuno di essi formava una circoscrizione elettorale, giudiziaria e finanziaria. I cittadini eleggevano il consiglio civico (il cui compito era quello di amministrare i comuni) e i rappresentanti alla camera dei comuni. Il consiglio eleggeva il magistrato municipale che esercitava il potere esecutivo dell'amministrazione civica. I comuni siciliani che si avvantaggiarono maggiormente furono i centri feudali e quelli che diventarono capoluogo di distretto.
Bivona trasse enormi vantaggi da questo nuovo clima politico: la cittadina, uno dei maggiori centri feudali della Sicilia nei secoli XV e XVI, fu designata a capoluogo di uno di questi distretti; la delimitazione del suo territorio fu effettuata tenendo in considerazione le caratteristiche naturali, economiche e demografiche dei paesi interessati (il territorio infatti era delimitato dalla catena dei Monti Sicani a nord, dal Canale di Sicilia a sud, e dai fiumi Platani e Verdura ad est ed ovest).
Il distretto comprendeva i seguenti comuni: Bivona, il borgo di San Ferdinando (l'attuale Filaga, allora frazione di Bivona fino a quando, nel 1859, divenne frazione del Comune di Prizzi), Santo Stefano di Bivona (l'attuale Santo Stefano Quisquina), Cammarata, San Giovanni Gemini, Casteltermini, San Biagio Platani, Alessandria della Rocca, Cianciana, Ribera, Calamonaci, Lucca Sicula, Villafranca Sicula e Burgio.
Bivona ha contrastato le pretese di Castronovo di Sicilia, che aspirava a divenire Capoluogo del circondario bivonese. I motivi dell'assegnazione del capoluogo alla città dell'alto agrigentino furono più che validi, così Castronovo fu assegnata al distretto di Termini Imerese. Il distretto di Bivona confinava: a nord con i distretti di Corleone e Termini, ad est con quello di Caltanissetta, a sud con quello di Girgenti (Agrigento) e ad ovest con quello di Sciacca.
Bivona fu inoltre sede di sottointendenza e sottoprefettura.

#### La rivoluzione del 1820
Il 6 luglio 1820 i militari carbonari di Napoli riuscirono ad imporre al re Ferdinando la proclamazione della Costituzione promulgata in Spagna all'inizio del 1820, che così divenne anche Costituzione del Regno delle Due Sicilie. La classe politica palermitana tentò di approfittare dell'occasione per ottenere l'indipendenza della Sicilia dal Regno di Napoli.
In tutta la Sicilia ebbero luogo numerose manifestazioni, molte delle quali crearono non pochi disordini e tumulti. Le prime manifestazioni si tennero a partire dal 14 luglio a Palermo, e in poco tempo si diffusero in tutta l'Isola.
A Bivona la cittadinanza scese in piazza la sera del 19 luglio e molti manifestanti occuparono i locali della sottintendenza, senza creare alcun disagio pubblico. Il 23 luglio si costituirono una Deputazione Provvisoria di Sicurezza e Pubblica Tranquillità ed una Giunta Provvisoria di Governo Distrettuale.

#### La rivoluzione siciliana del 1848

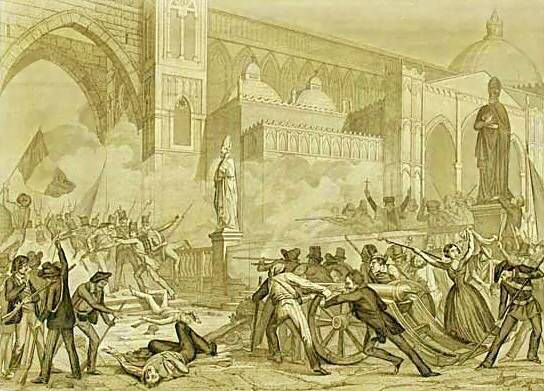
L'insurrezione di Palermo

A partire dagli ultimi mesi del 1847 in Sicilia si cominciò ad avvertire un clima di rivoluzione che sfociò nell'insurrezione di Palermo del 12 gennaio 1848: in meno di un mese la città venne liberata dalle truppe regie grazie alle operazioni politico-militari del Comitato Generale che voleva ripristinare la Costituzione del 1812 e voleva annettere la Nazione Siciliana alla Federazione Italiana. In numerosi comuni si costituirono dei comitati che facessero pervenire le proprie adesioni alla città di Palermo.
Anche a Bivona il 27 gennaio 1848 venne innalzato il tricolore (simbolo della Rivoluzione) e venne costituito il Comitato rivoluzionario bivonese, che coprì, inoltre, il ruolo di Comitato Distrettuale.

#### La spedizione dei Mille

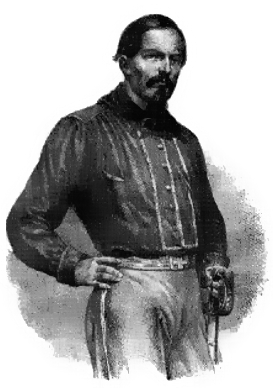
Nino Bixio fece sosta a Bivona nel luglio 1860

Il 15 maggio 1860 a Bivona si sparse la notizia dello sbarco di Giuseppe Garibaldi a Marsala e i liberali bivonesi, favorevoli al programma di unificazione dell'Italia, provocarono un'insurrezione del popolo.
A Bivona e in tutti i comuni del distretto vennero costituiti i Comitati Provvisori: Calamonaci, addirittura, inviò una squadra di volontari a Garibaldi. Il comitato centrale di Girgenti obbligò ciascun comune ad organizzare una squadra da inviare a Palermo. Garibaldi, che il 14 maggio divenne dittatore dell'Isola in nome di Vittorio Emanuele, riorganizzò la Sicilia amministrativamente e militarmente tramite l'emanazione di alcuni decreti.
Il distretto di Bivona divenne in poco tempo uno dei più disordinati e pericolosi: infatti era l'unico a non godere della protezione di una compagnia d'arme e ciò favorì i furti, i taglieggiamenti e le altre scorribande da parte dei numerosi gruppi armati inizialmente formatisi per raggiungere le truppe garibaldine a Palermo. Il 12 giugno a Bivona si insediarono il consiglio civico ed il magistrato municipale, entrambi organismi amministrativi favorevoli all'Indipendenza e all'Unità.
Il 4 luglio fece sosta a Bivona Menotti Garibaldi, a cui si aggiunse, qualche giorno dopo, l'intera colonna comandata da Nino Bixio, che in paese ebbe uno scontro con il giovane barone Onofrio Guggino: lo stesso Bixio affermò in una sua lettera:
La grave situazione economica della Sicilia, divenuta campo di battaglia tra Garibaldi e l'esercito borbonico, fece sì che il Governo Prodittatoriale il 17 ottobre emanasse un decreto con cui venne dichiarato che i debiti dei comuni siciliani divennero debiti dello Stato.

### Il circondario di Bivona (1860-1927)
| Evoluzione storica della popolazione prima del 1861 |        |
| 1593                                                | 7.315  |
| 1628                                                | 10.000 |
| 1659                                                | 4.000  |
| 1697                                                | 3.600  |
| 1722                                                | 4.023  |
| 1762                                                | 3.381  |
| 1772                                                | 3.417  |
| 1802                                                | 2.660  |
| 1805                                                | 2.050  |
| 1814                                                | 2.565  |

#### Lo scontro con i garibaldini
Nell'estate del 1862 vari centri siciliani inviarono migliaia di uomini che si radunarono nel campo base della Ficuzza rispondendo all'appello lanciato da Garibaldi per la liberazione di Roma: ma i piani dell'eroe dei due mondi erano ostacolati dallo stato d'assedio proclamato in Sicilia e da Urbano Rattazzi, presidente del Consiglio, che temeva negative ripercussioni politiche sia in Italia che all'estero.
Il 2 agosto Garibaldi ripartì in tre colonne i 3.000 volontari giunti alla Ficuzza e li incaricò di raccogliere nuove adesioni nel resto dell'Isola: i tre gruppi seguirono itinerari diversi, e in poco tempo avvennero i primi scontri con l'esercito. La colonna garibaldina che percorse il tratto più meridionale della Sicilia, comandata dal colonnello Giuseppe Bentivegna e costituita da circa 1.000 uomini, partì da Corleone il 3 agosto e tre giorni dopo raggiunse Santo Stefano di Bivona (l'attuale Santo Stefano Quisquina, a qualche chilometro da Bivona). La colonna fece sosta in paese, ma ciò le fu fatale: infatti furono inviati dalla sottoprefettura di Bivona, tra soldati e carabinieri, più di sessanta uomini armati che provocarono un conflitto a fuoco con i garibaldini, costretti a desistere dal loro tentativo di arruolamento di nuovi volontari.
Gli uomini di Garibaldi avevano riportato qualche morto e chiesero invano la restituzione dei fucili che vennero loro sequestrati; furono costretti ad andare via da Santo Stefano, e dopo essere passati da Casteltermini, abbandonarono il loro viaggio nella Sicilia meridionale e si incontrarono con Giuseppe Garibaldi a Santa Caterina Villarmosa. La prefettura di Girgenti giustificò l'accaduto, malvisto dalle autorità di Palermo, dicendo che Bivona non disponeva di nessun ufficio telegrafico e che, per tale motivo, non era a conoscenza delle disposizioni del Governo. Il giornalista e scrittore Franco Mistrali commentò l'accaduto con queste parole:

#### Il ginnasio nel periodo sabaudo
Sotto il governo dei Savoia, a Bivona venne istituito un Ginnasio, con decreto di Giuseppe Garibaldi, nel 1860: tuttavia l'apertura si ebbe solo il 9 febbraio 1863. Vi insegnò anche Placido Cerri (1843-1874) (filologo e allievo dello storico Alessandro D'Ancona) che, nonostante avesse vinto una borsa di studio per perfezionare i propri studi all'estero, rinunciò alla ricerca perché fu costretto a trasferirsi da Torino a Bivona, dove era stato nominato reggente del ginnasio; egli raccontò l'arretratezza economico-sociale della realtà siciliana in un'inchiesta pubblicata a puntate sul quotidiano fiorentino La Nazione e nel libro Le tribolazioni di un insegnante di ginnasio.

#### Il colera del 1867
Alla fine del mese di maggio del 1867, Bivona fu vittima dell'epidemia colerica che colpì la Sicilia. La malattia causò la morte di più di centocinquanta persone; il paese venne dichiarato ufficialmente indenne dal morbo solamente l'8 agosto 1867.
Molta gente abbandonò la città per rifugiarsi in campagna, causando il rallentamento o il blocco totale delle attività quotidiane del paese: i negozi vennero chiusi, gli organismi istituzionali rimasero inerti, i morti venivano lasciati in casa. La grave situazione venne risolta da Francesco Caglià Guettard, segretario della sottoprefettura di Bivona: egli fece venire un medico da Palermo per la cura dei malati; fece riaprire, con l'intervento dei carabinieri, tutti i negozi; fece seppellire dai carabinieri e dai soldati di stanza i cadaveri sparsi per il paese; organizzò una raccolta di fondi da devolvere alle famiglie colpite dalla malattia; segnalò la pessima gestione e lo scarso operato dell'amministrazione comunale e richiese l'affidamento del comune di Bivona ad un commissario.

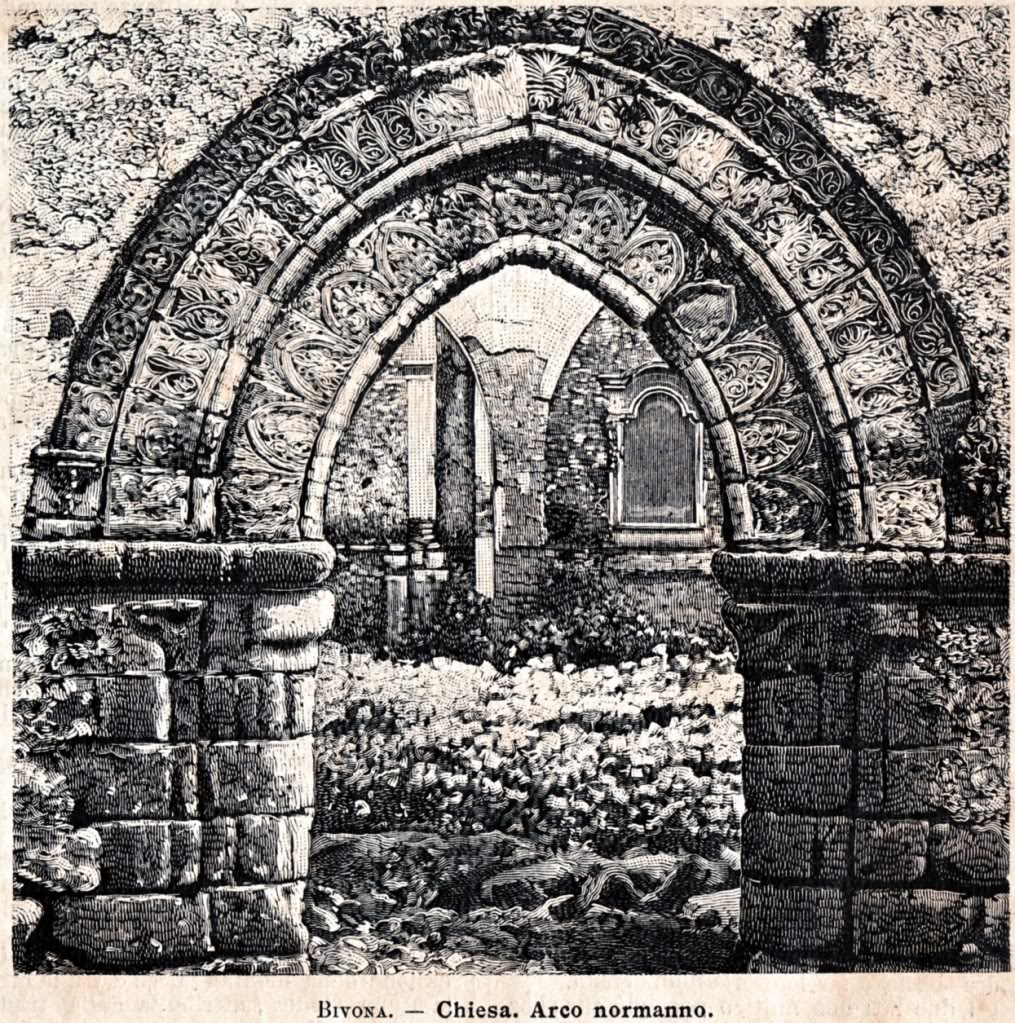
Portale laterale della chiesa madre chiaramontana di Bivona all'inizio del Novecento

#### Le cento città d'Italia
Nel 1892 Bivona comparse, insieme a Girgenti, nell'opera Le Cento Città d'Italia, pubblicata dal quotidiano milanese Il Secolo a partire dal 1887. La dispensa del gennaio 1892 riprodusse le foto di alcuni templi di Agrigento e dei portali (quello frontale e uno laterale) della vecchia chiesa madre chiaramontana. Bivona, citata come città capoluogo di circondario, venne così descritta:

#### Il caso del duca di Bivona
In un clima sociale e politico caratterizzato dalla vittoria mutilata della prima guerra mondiale, dall'affermarsi della mafia in Sicilia e dalla crisi dell'economia latifondistica, il duca di Bivona don Eristano (o Tristano) Alvarez de Toledo, residente a Madrid, divenne vittima di un sequestro avvenuto a Ribera, nelle vicinanze di Bivona, da parte di alcuni soci di una cooperativa.
Nell'estate del 1919, la cooperativa "Cesare Battisti" guidata dal farmacista Liborio Friscia chiese all'Opera Nazionale Combattenti (ONC) l'affitto del latifondo appartenente al duca di Bivona, che era inoltre senatore e grande di Spagna.
Arrivato in paese nel gennaio 1920, don Eristano, intenzionato a vendere i propri possedimenti ad un'altra cooperativa, venne sequestrato dai combattenti della "Battisti" per tre giorni nel proprio palazzo, già appartenuto ai propri predecessori.
In seguito alla sua liberazione, il duca di Bivona denunciò la violenza subita dai "bolscevichi" di Ribera, facendo intervenire anche il governo di Madrid, e vendette il proprio latifondo alla cooperativa rivale della "Battisti", quella guidata da Antonino Parlapiano, che a sua volta affittò il latifondo a tre cooperative composte da gente appartenente a diverse cosche mafiose.
A Ribera è ancora presente il palazzo dei duchi di Bivona, appartenente prima alla famiglia nobile dei Moncada, poi agli Alvarez de Toledo. L'interno è in parzialmente affrescato; in una stanza è presente un dipinto in cui sono raffigurati tutti gli stemmi araldici degli antenati della famiglia Alvarez de Toledo.

### Il ventennio fascista

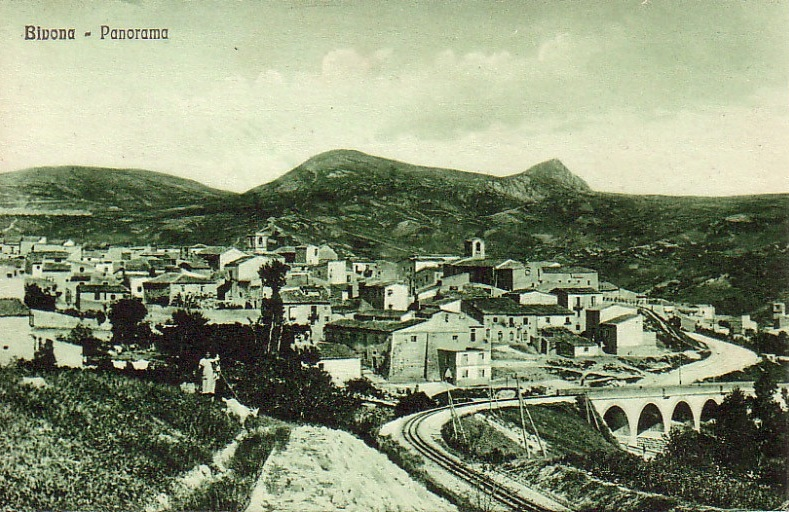
Panoramica di Bivona della prima metà del XX secolo

Durante il periodo fascista, anche a Bivona vennero introdotti gli usi e i costumi imposti alla società da Benito Mussolini.
La ginnastica venne tenuta in grande considerazione: si svolsero periodici saggi ginnici presso l'atrio dell'ex Collegio dei Gesuiti o in piazza San Giovanni: in un saggio ginnico del 1942 tenutosi ad Agrigento, le Piccole e Giovani Italiane di Bivona vinsero la coppa d'argento.
A Bivona si celebrava, inoltre, la Festa dell'Uva, allietata dalla presenza di numerosi carretti ricolmi di uva e dalla banda musicale cittadina. La politica mussoliniana di sviluppo demografico fece sì che anche a Bivona le famiglie diventassero numerose: talvolta esse venivano premiate con alcune medaglie appese ad un nastro tricolore che riportavano la scritta "Unione Fascista Famiglie Numerose".
In occasione di una visita da parte di Benito Mussolini alla fine degli anni trenta, il paese, che fino al 1927 restò sede di sottintendenza e sottoprefettura, venne adornato di numerosi alberi e piante; alcune piazze vennero ristrutturate e sistemate, altre rinominate; inoltre venne costruita la villa comunale nella piazza centrale del paese.
Nel periodo fascista l'istituto fu sostituito da un Regio Istituto Tecnico Inferiore (intitolato a Francesco Crispi, originario della zona), in cui veniva insegnato anche il latino.

#### La stazione ferroviaria

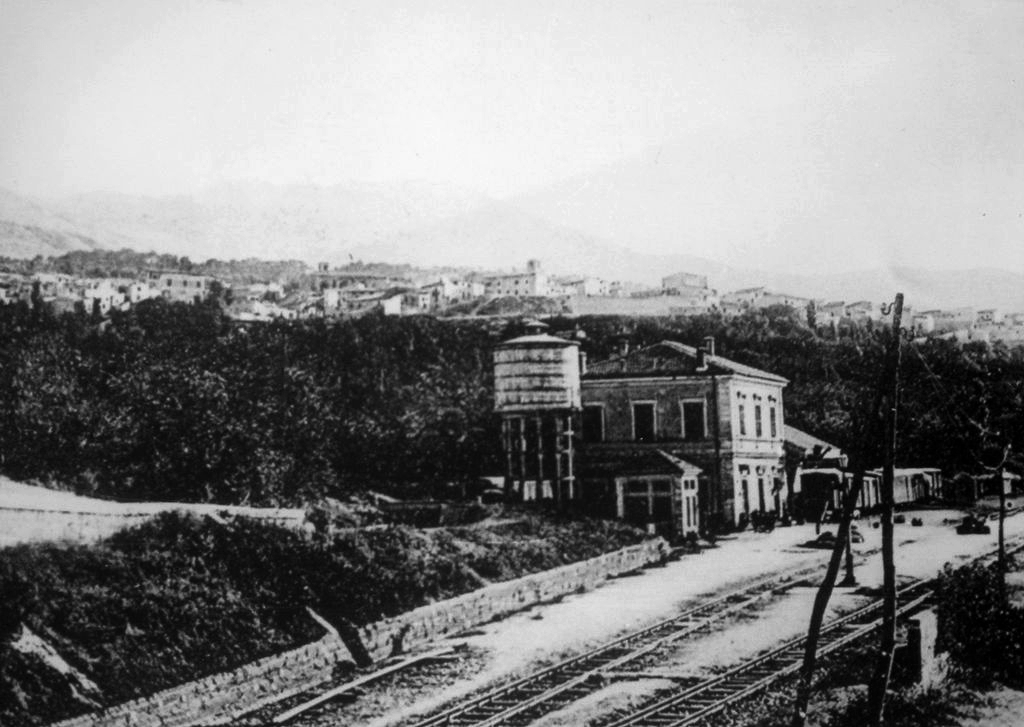
Stazione di Bivona in una foto d'epoca

### La seconda guerra mondiale
Nel luglio 1943, in seguito allo sbarco in Sicilia degli americani, vennero organizzati diversi raggruppamenti con lo scopo di fermare l'avanzata americana. Uno di questi raggruppamenti, denominato Ricci (gruppo mobile «B»), resistette per molti giorni all'avanzata nemica proprio nei pressi di Bivona. Il 20 luglio 1943 gli americani sferrarono l'attacco decisivo, cominciando un asfissiante fuoco di artiglieria fin dalle prime luci dell'alba ed usufruendo dell'ausilio di numerosi e violenti attacchi aerei. Il raggruppamento Ricci, che già aveva subito numerose perdite, venne sopraffatto dagli americani proprio a Bivona. Il paese venne così raggiunto dalla Terza Divisione corazzata americana, che dopo aver liberato Agrigento, giunse a Bivona ed a Cammarata.
Bivona era un luogo di cui volevano fortemente impadronirsi gli anglo-americani, data la sua posizione strategica all'interno della Sicilia, via di comunicazione tra Palermo ed Agrigento.
Il 22 luglio le truppe alleate conquistarono la città di Palermo; qualche giorno dopo, il 5 agosto, liberarono Catania; il 17 agosto 1943 entrarono a Messina e liberarono la Sicilia.
Alla fine del conflitto, Bivona subì numerose perdite tra i propri abitanti che combatterono la guerra: i nomi dei caduti del secondo conflitto mondiale sono riportati nel cenotafio dedicato alla loro memoria, che il 25 aprile di ogni anno, in occasione della Festa della liberazione, viene adornato da una corona ricoperta da una fascia tricolore.

### Il secondo dopoguerra

#### L'istituzione del liceo classico
(Antonino Marrone, Bivona città feudale, 1987)

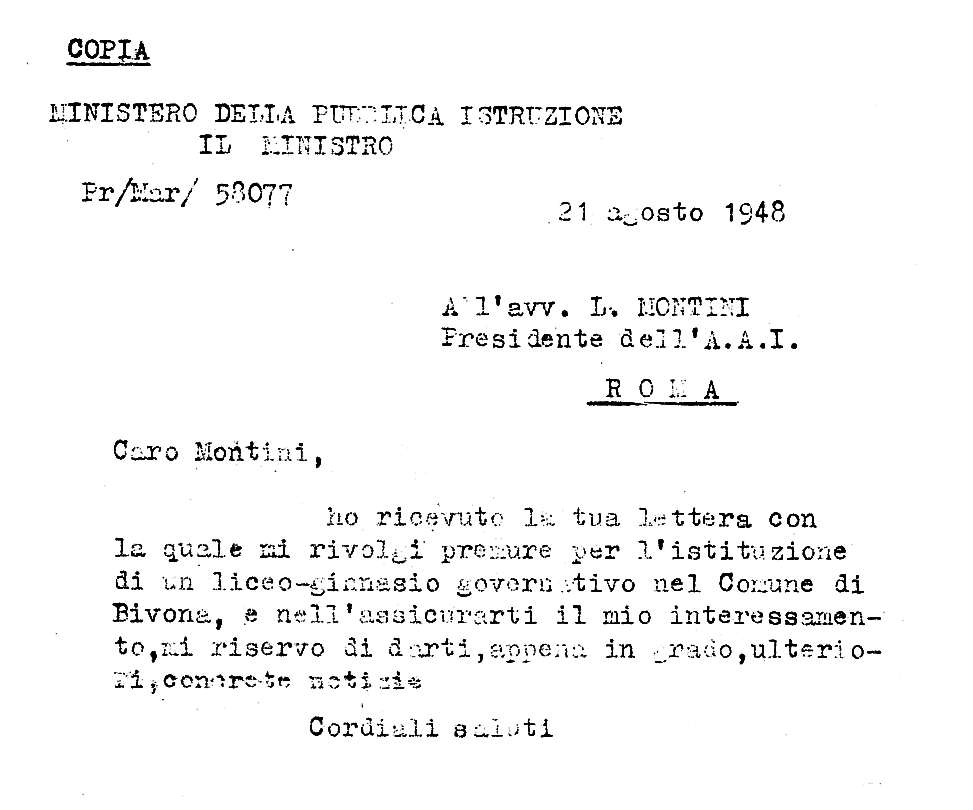
Corrispondenza tra Guido Gonella e Ludovico Montini per l'istituzione del liceo-ginnasio di Bivona

Durante il periodo della seconda guerra mondiale venne istituito un corso ginnasiale funzionante, prima come sezione staccata del liceo classico di Sciacca, poi come sezione del liceo classico di Agrigento. Il liceo classico a Bivona fu attivato alla fine degli anni quaranta grazie alla collaborazione tra l'avvocato bivonese Edmondo Trizzino, il ministro della Pubblica Istruzione Guido Gonella e l'avvocato bresciano Ludovico Montini, fratello di Giovanni Battista Montini, futuro papa Paolo VI. L'avvocato Trizzino, su esortazione della moglie, la baronessa Leonarda Guggino, si recò a Roma per discutere sul ripristino dell'insegnamento classico nel proprio paese, tramite l'istituzione di un liceo, con l'avvocato Montini, suo amico e collega quando entrambi esercitavano la professione a Brescia.
Il deputato e futuro senatore democristiano non esitò ad accogliere la richiesta e il 27 luglio 1948 inviò una lettera a Guido Gonella, ministro della Pubblica Istruzione, esortandolo ad un interessamento alla questione sull'eventuale liceo bivonese. Il 21 agosto 1948 Guido Gonella rispose alla lettera, assicurando il proprio interessamento e riservandosi di fornire ulteriori e concrete notizie. Grazie al suo intervento, qualche mese dopo fu istituito il Liceo Ginnasio Statale di Bivona, intitolato a Luigi Pirandello; la sede provvisoria era l'ex collegio gesuitico, da secoli sede di istituti scolastici.
Il liceo bivonese ottenne l'autonomia con decreto del 18 marzo 1953; negli anni novanta vennero attivati nuovi corsi liceali: il linguistico, lo scientifico e il bio-socio-sanitario, unico in Sicilia. È l'unico liceo classico della provincia di Agrigento dedicato a Luigi Pirandello, nato nella città dei templi.